# Powerview-Pine Falls
Powerview-Pine Falls est un bourg situé dans la province du Manitoba au Canada. Le bourg (town en anglais) a été créé par la fusion de l'ancien bourg de Powerview avec l'ancien territoire non incorporé de Pine Falls. Powerview-Pine Falls borde la municipalité rurale d'Alexander et la réserve indienne de Fort Alexander 3 de la Première Nation de Sagkeeng.

## Démographie
| 2001  | 2006  | 2011  | 2016  |
| ----- | ----- | ----- | ----- |
| 1 400 | 1 294 | 1 314 | 1 316 |

## Annexe